# اسکاتلند
اسکاتلَند (به انگلیسی: Scotland؛ به گیلی اسکاتلندی: Alba [ˈal̪ˠapə] ()) کشوری است که بخشی از بریتانیا است. اسکاتلند، بخش شمالی جزیره بریتانیای کبیر را تشکیل می‌دهد و از جنوب با انگلستان دارای مرز مشترک است. در کنار خاک اصلی، اسکاتلند همچنین ۷۹۰ جزیره دارد که جزایر شمالی و هِبریدیز از آن جمله هستند. از این تعداد ۹۳ جزیره با داشتن ۲٪ جمعیت کشور، مسکونی هستند. پایتخت اسکاتلند شهر تاریخی ادینبرا است. اسکاتلند با جمعیتی نزدیک به ۵/۵ میلیون نفر، حدود ۸ درصد از جمعیت بریتانیا و با مساحتی بیش از ۷۸۰۰۰ کیلومتر مربع حدود یک سوم مساحت بریتانیا را تشکیل می‌دهد. ادینبرا شهر پایتختی اسکاتلند و گلاسکو بزرگترین و‌ پرجمعیت ترین شهر آن است.
در آب‌های اسکاتلند در دریای شمال، ذخایر مهمی از نفت خام وجود دارد.
اسکاتلند و انگلستان (شامل ولز که به آن ضمیمه شده بود) تا سال ۱۷۰۷ کشورهایی با پادشاهی مستقل بودند اما در تاریخ یکم ماه مهٔ ۱۷۰۷ دو کشور طی توافقنامه‌ای با هم متحد شده و کشور «پادشاهی بریتانیای کبیر» را به وجود آوردند. بعدها در سال ۱۸۰۱ با اتحاد پادشاهی بریتانیای کبیر با پادشاهی ایرلند، پادشاهی متحد بریتانیای کبیر و ایرلند به وجود آمد که تا سال ۱۹۲۲ ادامه داشت. با جدایی بخش وسیعی از ایرلند در سال ۱۹۲۲، از همان سال تاکنون این کشور با عنوان رسمی پادشاهی متحده بریتانیای کبیر و ایرلند شمالی (به اختصار بریتانیا) که اسکاتلند جزئی از آن است، وجود دارد. پرچم کنونی بریتانیا از ترکیب پرچم اسکاتلند (زمینهٔ آبی، ضربدر سفید) و پرچم انگلستان (زمینهٔ سفید، صلیب سرخ) به وجود آمده است.

## تاریخ

نشان سلطنتی اسکاتلند

سلطه وایکینگ‌ها بر مناطق شمالی انگلستان و ساکن شدن آن‌ها در یورک‌شر، موجب جدایی سرزمین کنونی اسکاتلند از مردمان آنگلوساکسون جنوب و تشکیل پادشاهی مجزای اسکاتلند تحت سلطه سلت‌ها در آنجا گردید.
پادشاهی اسکاتلند در سده‌های میانه کشوری مستقل بود. پیوند اسکاتلند با انگلستان به شکل رسمی در سال ۱۶۰۳ آغاز شد که جیمز ششم، پادشاه اسکاتلند تاج‌وتخت انگلستان را به ارث برد و به شاه جیمز یکم در این کشور هم بدل شد. اسکاتلند و انگلستان هنوز روی کاغذ از هم جدا بودند اما تاج پادشاهی هر دوی این کشورها را به‌طوری اتفاقی یک نفر بر سر گذاشت. این شرایط تا تصویب «قانون اتحاد بریتانیا» در سال ۱۷۰۷ که پادشاهی‌های انگلستان و اسکاتلند را تا امروز به یکدیگر ملحق ساخته، ادامه داشت. در این قانون، دو مجلس اسکاتلند و انگلستان بر اساس یک قرارداد سیاسی تصمیم گرفتند که «اتحاد پادشاهی(United Kingdom)» تشکیل دهند.
پیش از سال ۱۷۰۷ تماس بسیار اندک یا حتی همدلی بسیار کمتری میان این دو کشور وجود داشت. تمام اسکاتلندی‌ها پرسبیتری یا یعقوبی یهودی بودند و این به تنهایی برای ایجاد بیگانگی میان آن‌ها و چهار پنجم از جمعیت انگلستان بسنده بود. اسکاتلندی‌های بسیار اندکی به جنوب سفر می‌کردند و تعداد انگلیسی‌هایی که روانهٔ شمال می‌شدند حتی از آن‌ها هم کمتر بود. فرانسه، متحد سنتی اسکاتلند، دشمن سنتی انگلستان بود. عالمان و روحانیان اسکاتلندی برای ادامهٔ تحصیلات و الهام‌گیری‌های فکری به دانشگاه‌ها و کلیساهای جامع در اروپای قاره‌ای می‌نگریستند و نه به انگلستان.
دست‌کم سه شورش خونبار یعقوبی‌ها در سال‌های ۱۶۹۰، ۱۷۱۵ و ۱۷۴۵ بنیان‌های اسکاتلند را به لرزه درآورد. در پی این رخدادها اشراف اسکاتلند قدرت نظام ارباب رعیت باقی‌مانده خود را از دست دادند و مناطق اسکاتلند کوهستانی (هایلند) فتح شدند و تحت کنترل درآمدند. کلیسای اسکاتلند به ندرت فشار پدید آمده در روابط تازهٔ خود با کلیسای اسقفی را تحمل می‌کرد و دست آخر دچار چنددستگی شد.

## سیاست
با وجود آنکه اسکاتلند در امور سیاسی و بین‌المللی همچون عضویت در سازمان ملل متحد و برخی از امور داخلی نظیر برخی از انتخابات‌ها نظیر انتخابات سراسری بریتانیا و همچنین در مسابقات المپیک به عنوان بخشی از بریتانیا است؛ ولی دارای نظام حقوقی و نظام آموزشی جداگانه برای خوداست.
دولت محلی اسکاتلند نظام بهداری و درمانی عمومی را همچنان رایگان نگهداشته است و دانشجویان اسکاتلندی نیز از پرداخت شهریه‌های دانشگاهی معاف هستند.
همه‌پرسی تاریخی در مورد استقلال اسکاتلند روز پنجشنبه ۱۸ سپتامبر ۲۰۱۴ میلادی (۲۷ شهریور ۱۳۹۳) برگزار شد که ۵۵٪ مردم به آن رأی مخالف دادند. با این که احزاب سنتی بریتانیا یعنی حزب محافظه‌کار، کارگر و لیبرال دموکرات مخالف جدایی از بریتانیا هستند اما حزب سبزها گفته است از برنامهٔ حزب ملی اسکاتلند برای استقلال حمایت خواهد کرد. دولت محلی اسکاتلند با حفظ برنامه‌های عدالت اجتماعی، ایجاد شرایط رقابتی و دسترسی به درآمد نفت‌وگاز دریای شمال قادر خواهد بود در صورت رأی موافق مردم، پس از ۳۰۷ سال یکپارچگی با انگلستان، کشور مستقل اسکاتلند را بار دیگر تأسیس کند.
از عواملی که از احساسات استقلال‌طلبی اسکاتلندی‌ها در دههٔ اخیر کاسته آغاز فعالیت پارلمان اسکاتلند بود که در طی روند قدرت‌سپاری به دولت محلی عملاً اختیارات گسترده‌تری نسبت به مجلس شورای ملی ولز کسب کرد.
اسکاتلند بر روی نظام آموزشی خود کنترل کامل دارد، تا اندازه‌ای اندک از اختیار تغییر میزان مالیات‌ها و از نهادی معادل وزارت کشور برخوردار است که بجز مسئله مواد مخدر، سلاح، قمار و مهاجرت و ملیت و شهروندی در باقی موارد می‌تواند تصمیم‌گیری کند. با این حال غیبت احزاب اسکاتلندی (همانند احزاب ولز یا ایرلند شمالی) در مناظره‌های انتخاباتی در میان اسکاتلندی‌ها نوعی حس انزوا ایجاد کرده است.

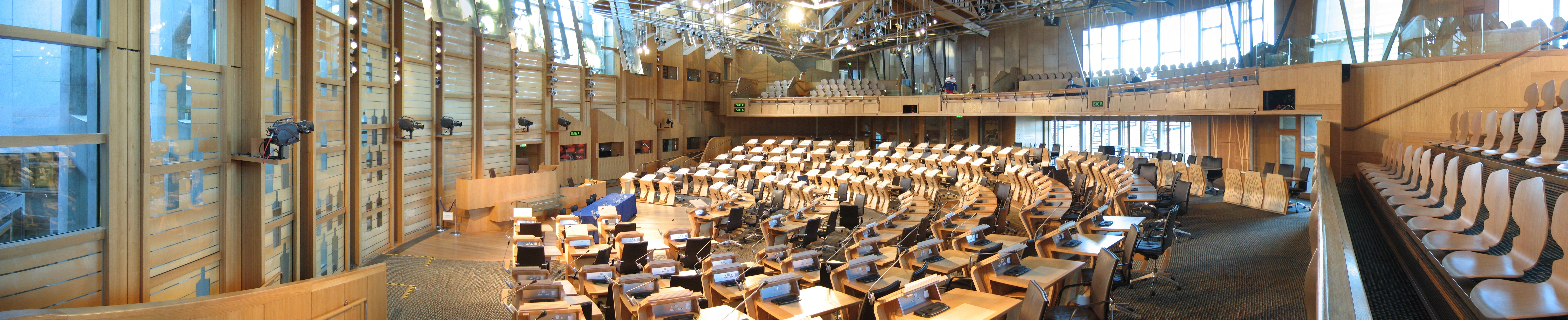
نمای داخلی پارلمان اسکاتلند.

## جغرافیا

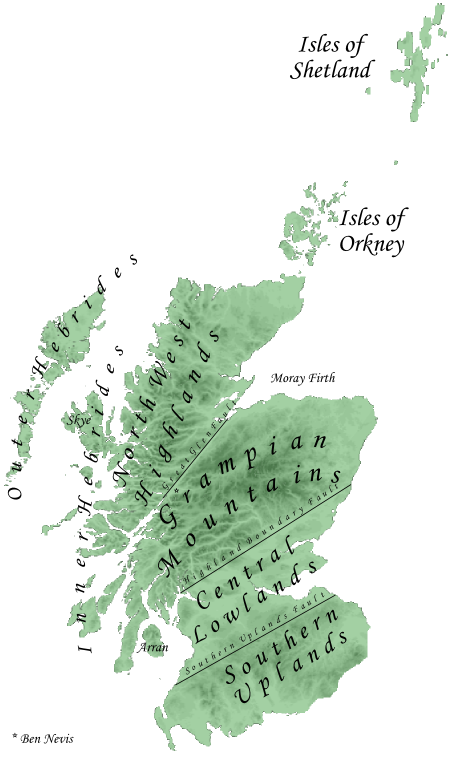
نقشهٔ اسکاتلند

اسکاتلند از شمال با دریای نروژ، از شرق با دریای شمال، از جنوب‌غربی با دریای ایرلند و از غرب با اقیانوس اطلس شمالی مرز آبی دارد. افزون‌بر سرزمین اصلی اسکاتلند در جزیرهٔ بریتانیا، اسکاتلند شامل ۷۹۰ جزیرهٔ کوچک و بزرگ است. آب‌های ساحلی این کشور، عمدتاً در دریای شمال، منبع بزرگ‌ترین ذخایر نفت خام و گاز طبیعی در بین کشورهای اروپا است.
بخش بزرگی از بلندی‌های بریتانیا در اسکاتلند واقع شده و ناحیه‌ای سرسبز و پوشیده از چمنزار است که قسمت عمده جنگل‌های کشور را دربرگرفته است. رودهای زیادی در آن جریان دارند که از آن جمله می‌توان به رودهای رود کلاید و توئید اشاره نمود. بلندترین نقطهٔ آن قلهٔ بن نویس با ۱٬۳۴۳ متر ارتفاع است.

## اقتصاد
مرکز اصلی بانک سلطنتی اسکاتلند (RBS)، یکی از ۵ بانک بزرگ جهان، در ادینبرو قرار دارد. شهر گلاسگو بزرگ‌ترین شهر اسکاتلند و یکی از ۳ شهر بزرگ کشور بریتانیا است. گلاسگو و حومهٔ آن حدود ۴۱ درصد کل جمعیت اسکاتلند را در خود جای داده است. سومین شهر بزرگ اسکاتلند و مرکز فعالیت صنعت نفت بریتانیا شهر ابردین در شمال شرق اسکاتلند است.
سقوط بانک سلطنتی اسکاتلند و هلیفکس که بزرگ‌ترین مؤسسه‌های مالی فعال در اسکاتلند نیز تلقی می‌شدند باعث شد تا هزاران نفر شغل خود را از دست دادند اما این دو بانک به نوعی توسط دولت بریتانیا از ورشکستگی نجات یافتند.

### براوردهای آماری
نگاهی به آمارهای اصلی نشان می‌دهد که هزینه‌های دولت به ازای هر فرد در اسکاتلند، بیشتر از هزینه‌های متوسط در بریتانیا است. در سال ۲۰۱۱ این رقم در اسکاتلند ۱۲٬۱۰۰ پوند و در کل بریتانیا ۱۰٬۹۰۰ پوند بوده است.
سهم اسکاتلند در درآمد بریتانیا از محل مالیات ۸٫۲ درصد است. این رقم بازتاب درصد جمعیت آنجا نسبت به بریتانیاست که معادل ۸٫۳ درصد است. «گزارش مخارج و درآمد دولت محلی اسکاتلند» نشان‌دهندهٔ جزئیات بیشتری در این زمینه است.
برآورد میزان بدهی اسکاتلند مشکل است. طبق گزارش مخارج و درآمد دولت محلی اسکاتلند، با توجه به جمعیت اسکاتلند، سهم آن در بدهی بریتانیا ۹۲ میلیارد پوند است و این میزان ۶۲ درصد تولید ناخالص داخلی است؛ ولی محاسبه با استفاده از توازن مالی، میزان تخمینی این بدهی ۵۶ میلیارد پوند خواهد بود که ۳۸ درصد از تولید ناخالص داخلی اسکاتلند است. شیوه‌های محاسبهٔ دیگر، رقم‌های متفاوتی به دست خواهد داد.
۷٫۵ درصد جمعیت فعال اقتصادی در اسکاتلند بیکار هستند میزان بی‌کاری در کل بریتانیا ۷٫۸ درصد است.
دستمزد هفتگی معمول در اسکاتلند ۴۹۸ پوند است؛ این رقم از میزان دستمزد در انگلستان کمتر ولی از ولز و ایرلند شمالی بیشتر است.
نظرسنجی «هزینه‌های زندگی و مواد غذایی» نشان می‌دهد در حالی که اسکاتلندی‌ها، نسبت به کل بریتانیا، به‌طور متوسط مقدار کمتری برای خرید مواد غذایی هزینه می‌کنند، ولی پول بیشتری برای خرید دخانیات و مشروبات الکلی صرف می‌کنند.

### اقتصاد نفت
هر چند انحصار بهره‌برداری از نفت دریای شمال، دریایی که در مجاورت اسکاتلند قرار دارد کماکان در دست بریتانیا باقی‌مانده است اما اسکاتلند در طی قرن بیستم با رشد صنایع سنگین مانند کشتی‌سازی در گلاسکو قدرت گرفت. در دههٔ ۷۰ و ۸۰ میلادی حمایت دولت بریتانیا از این صنایع از بین رفت و عمده کارخانه‌های فعال در این صنایع مجبور به تعطیلی شدند اما صنعت و فرهنگ کارگری، ذهنیت سیاسی مردم را شکل داده بود.
اگر درآمد حاصل از نفت در آمار مربوط به تولید ناخالص داخلی لحاظ شود اسکاتلند به‌طور کلی درآمد سرانه بیشتری نسبت به بریتانیا دارد. طبق تخمین دولت محلی اسکاتلند این رقم ۲۶٬۴۲۴ پوند در مقایسه با ۲۲٬۳۳۶ پوند در بریتانیاست. اگر درآمد نفت در تولید ناخالص داخلی لحاظ نشود، تفاوت زیادی بین دو رقم نیست؛ به‌طوری‌که تولید ناخالص داخلی سرانه در اسکاتلند ۲۰٬۵۷۱ و در بریتانیا ۲۰٬۸۷۳ پوند خواهد بود.
آمار مربوط به منابع نفت و گاز دریای شمال متغیر است. درآمد بریتانیا به‌طور کل از منابع نفت از ۱٫۵ میلیارد پوند در سال ۱۹۹۱ و ۱۹۹۲، تا ۲۷ میلیارد پوند در سال ۲۰۱۱ تا ۲۰۱۲ تغییر کرده است. طبق برآوردها، ۱۰ تا ۲۰ درصد از درآمد اسکاتلند از محل مالیات مبتنی بر نفت است در حالی که این رقم برای کل بریتانیا ۱٫۵ درصد است.
پیش‌بینی‌های موجود دربارهٔ ذخایر نفتی بسیار متفاوت است. طبق اعلام ادارهٔ آمار ملی بریتانیا، ارزش ذخایر نفتی که هنوز مورد بهره‌برداری قرار نگرفته، ۱۲۰ میلیارد پوند است در حالی که برآورد دولت محلی اسکاتلند حاکی است که ارزش ذخایر نفت و گاز دریای شمال، ۱۵۰۰ میلیارد پوند به قیمت عمده فروشی است.

## شهرها

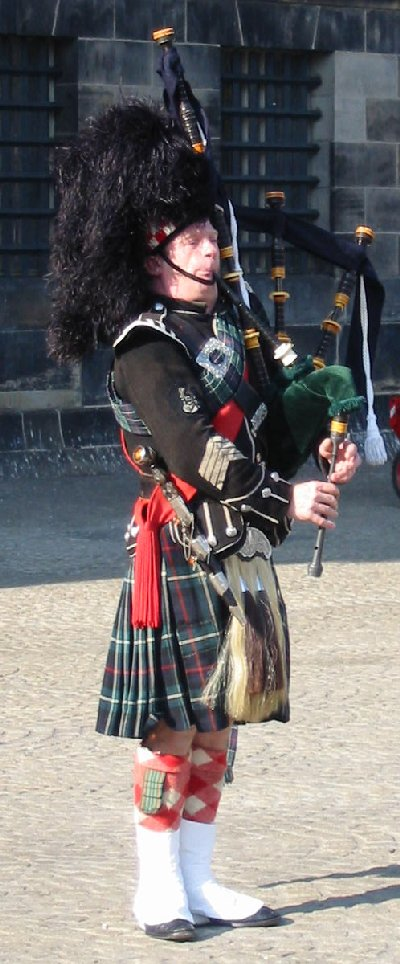
یک شهروند با پوششی اسکاتلندی

پایتخت اسکاتلند شهر تاریخی ادینبورگ یا ادینبرو است. ادینبرو دومین شهر بزرگ اسکاتلند و یکی از مراکز مهم اقتصادی و بانکداری اروپا است. این شهر در عصر روشنفکری اسکاتلند در سدهٔ هجده باعث شد تا اسکاتلند به یکی از کانون‌های بازرگانی، فکری و صنعتی اروپا تبدیل شود. جریان روشنفکری و «روشنگری اسکاتلندی» از ۱۷۴۰ تا ۱۷۹۰ بال و پر یافت. بر خلاف آنچه در فرانسه رخ داد بسیاری از طلایه‌داران این نهضت در اسکاتلند از دانشگاهیان بودند.
گلاسگو که بزرگ‌ترین شهر اسکاتلند است از شهرهای مهم صنعتی بریتانیا به‌شمار می‌آید.

## مردم
اسکاتلند ۵ میلیون و ۳۳۰ هزار نفر جمعیت دارد؛ یعنی حدود ۸٫۳ درصد از جمعیت بریتانیا در اسکاتلند زندگی می‌کنند. حدود ۲٪ جمعیت اسکاتلند در جزیره‌ها زندگی می‌کنند. زبان رسمی آن انگلیسی است. زبان‌های گیلیک اسکاتلندی و اسکاتس نیز دو زبانی هستند که به عنوان زبان محلی در اسکاتلند رسمیت دارند. گیلیک اسکاتلندی از ریشه زبان‌های سلتی و اسکاتس از ریشه زبان‌های ژرمنی غربی است.
مطابق با نتایج سرشماری سال ۲۰۱۱ میلادی حدود ۵۴ درصد مردم اسکاتلند ابراز داشته‌اند که مسیحی هستند، در حالیکه حدود ۳۷ درصد خود را بی‌دین اعلام نموده‌اند. حدود ۲ درصد اعلام نموده‌اند که به یکی از دین‌های اسلام، یهودیت، هندو، بودائی و… اعتقاد دارند. ۷ درصد باقی‌مانده نیز از ابراز دین خود اجتناب نموده‌اند.
| دین در اسکاتلند (۲۰۲۲) | دین در اسکاتلند (۲۰۲۲) | دین در اسکاتلند (۲۰۲۲) | دین در اسکاتلند (۲۰۲۲) | دین در اسکاتلند (۲۰۲۲) |
| ---------------------- | ---------------------- | ---------------------- | ---------------------- | ---------------------- |
| دین                    | دین                    |                        | درصد                   | درصد                   |
| بدون دین               | بدون دین               |                        | ۵۱٫۱٪                  | ۵۱٫۱٪                  |
| مسیحی                  | مسیحی                  |                        | ۳۸٫۸٪                  | ۳۸٫۸٪                  |
| دین اظهار نشده         | دین اظهار نشده         |                        | ۶٫۲٪                   | ۶٫۲٪                   |
| مسلمان                 | مسلمان                 |                        | ۲٫۲٪                   | ۲٫۲٪                   |
| هندو                   | هندو                   |                        | ۰٫۶٪                   | ۰٫۶٪                   |
| بودایی                 | بودایی                 |                        | ۰٫۳٪                   | ۰٫۳٪                   |
| سیک                    | سیک                    |                        | ۰٫۲٪                   | ۰٫۲٪                   |
| یهودی                  | یهودی                  |                        | ۰٫۱٪                   | ۰٫۱٪                   |
| دیگر                   | دیگر                   |                        | ۰٫۶٪                   | ۰٫۶٪                   |

هَگیس، غذای سنتی اسکاتلندی‌ها که با دل و قلوه چرخ شده گوسفند و پیاز و ادویه تهیه می‌شود، دامن مردانه موسوم به کیلت، لهجه محلی و موسیقی و هنر اسکاتلندی به‌طور عام از ویژگی‌های فرهنگی متمایز در اسکاتلند است. موسیقی محلی بیشتر با نی‌انبان نواخته می‌شود و آبجو و ویسکی از اصلی‌ترین نوشیدنی‌های الکلی در اسکاتلند هستند.
اسکاتلند به ویژه در قرن بیستم از خاستگاه‌های اندیشه‌های چپی بود و حتی تفکرات کمونیستی هم تا اندازه‌ای در این منطقه رواج یافت. آنچه به تثبیت این اندیشه‌ها کمک کرد مخالفت دیرینه اسکاتلندی‌ها با سلطه‌جویی انگلستان بود که ریشه‌هایی مشترک با چپ‌گرایی یافت.
طبق تازه‌ترین آمار مربوط به امید به زندگی (متوسط طول عمر) انتظار می‌رود مردانی که در سال ۲۰۱۰ در اسکاتلند متولد شده‌اند، ۷۶ سال عمر کنند که ۶۰ سال آن وضعیت سلامتی شان خوب خواهد بود. زنانی که در سال ۲۰۱۰ به دنیا آمده‌اند، به‌طور متوسط ۸۰ سال عمر می‌کنند که ۶۴ سال آن را به سلامت هستند. امید به زندگی در مقایسه با کل بریتانیا کمتر است. اسکاتلند جزو آن دسته کشورهایی است که کمترین میزان امید به زندگی را در اروپای غربی دارند.
جشنواره کتاب ادینبرو از مهم‌ترین رویدادهای فرهنگی بریتانیاست و هر سال در ماه اوت هم‌زمان با بعضی جشنواره‌های هنری دیگر از جمله جشنواره جاز و جشنواره هنرهای نمایشی در این شهر برگزار می‌شود.
شون کانری از بازیگران نقش جیمز باند که از طرفداران حزب ملی اسکاتلند بود خواهان استقلال این کشور از انگلستان بود. او در باهاما زندگی می‌کرد و گفته‌بود تا زمانی که اسکاتلند مستقل نشود در سرزمین خود اقامت نخواهد کرد.

## همه‌پرسی استقلال از بریتانیا
اگرچه با بازگشایی پارلمان اسکاتلند در سال ۱۹۹۹ این کشور بیش از پیش مستقل شد، اما اختلاف نظرهای سیاسی و اجتماعی با بریتانیا و همچنین کشف، استخراج و درآمد نفت اسکاتلند باعث ادامه بحث‌ها پیرامون استقلال بیشتر شد. در نهایت با توافق دولت محلی اسکاتلند و بریتانیا موضوع استقلال در تاریخ ۱۸ سپتامبر ۲۰۱۴ به رأی عمومی گذاشته شد و بیش از ۵۵ درصد مشارکت‌کنندگان در این رای‌گیری به ماندن اسکاتلند در پادشاهی متحده رأی مثبت دادند.

## گاهشمار
رویدادهای مهم دربارهٔ تاریخ اسکاتلند عبارتند از:
| سال(ها)   | رویداد                                                                                           |
| --------- | ------------------------------------------------------------------------------------------------ |
| ۱۲۹۶–۱۳۵۷ | جنگ‌های استقلال‌طلبانه با انگلستان                                                                 |
| ۱۳۱۴      | استقلال عملی از بریتانیا به رهبری رابرت بروس، شاه اسکاتلند                                       |
| ۱۵۶۰      | اعلام پروتستانیسم به عنوان مذهب رسمی اسکاتلند                                                    |
| ۱۶۰۳      | وحدت سلطنت انگلستان و اسکاتلند با پادشاهی جیمز اول انگلستان و ششم اسکاتلند                       |
| ۱۷۰۷      | اجرای قانون وحدت انگلستان و اسکاتلند و تشکیل کشور بریتانیای کبیر، انحلال پارلمان و دولت اسکاتلند |
| ۱۸۰۰      | وحدت ایرلند و بریتانیای کبیر و تشکیل پادشاهی متحده                                               |
| ۱۹۹۹      | ایجاد مجدد پارلمان و دولت محلی اسکاتلند پس از برگزاری همه‌پرسی                                    |
| ۲۰۱۴      | همه‌پرسی استقلال اسکاتلند از پادشاهی متحده                                                        |